# Milan (Kansas)
Milan és una població dels Estats Units a l'estat de Kansas. Segons el cens del 2000 tenia 137 habitants.

## Demografia
Segons el cens del 2000, Milan tenia 137 habitants, 51 habitatges, i 36 famílies. La densitat de població era de 406,9 habitants/km².
Dels 51 habitatges en un 29,4% hi vivien nens de menys de 18 anys, en un 58,8% hi vivien parelles casades, en un 13,7% dones solteres, i en un 27,5% no eren unitats familiars. En el 21,6% dels habitatges hi vivien persones soles l'11,8% de les quals corresponia a persones de 65 anys o més que vivien soles. El nombre mitjà de persones vivint en cada habitatge era de 2,69 i el nombre mitjà de persones que vivien en cada família era de 3,24.
Per edats la població es repartia de la següent manera: un 30,7% tenia menys de 18 anys, un 8% entre 18 i 24, un 23,4% entre 25 i 44, un 27% de 45 a 60 i un 10,9% 65 anys o més.
L'edat mediana era de 36 anys. Per cada 100 dones de 18 o més anys hi havia 97,9 homes.
La renda mediana per habitatge era de 33.750 $ i la renda mediana per família de 39.583 $. Els homes tenien una renda mediana de 35.833 $ mentre que les dones 16.964 $. La renda per capita de la població era de 13.236 $. Entorn de l'11,4% de les famílies i el 6,2% de la població estaven per davall del llindar de pobresa.

## Poblacions més properes
El següent diagrama mostra les poblacions més properes.